# Obersunzing
Obersunzing ist ein Ortsteil der Gemeinde Leiblfing im niederbayerischen Landkreis Straubing-Bogen. Bis 1972 bildete es eine selbstständige Gemeinde.

## Lage
Obersunzing liegt an der Aiterach etwa einen Kilometer nordöstlich von Leiblfing und südlich von Niedersunzing.

## Geschichte
Eine eindeutige Differenzierung der frühesten Nennungen von Sunzing zwischen Ober- und Niedersunzing ist nicht möglich.  Sunzing ist ein echter -ing-Ort und bedeutet „bei Sunzo und seinen Leuten“. Somit geht Sunzing auf die Zeit der Landnahme durch die Bajuwaren zwischen 450 und 650 n. Chr. zurück. Die erste Nennung von Sunzing findet man in einer Urkunde, die ca. 1118  niedergeschrieben wurde. Eberhard von Sunzingen vermachte darin einen Bauernhof dem Kloster Oberalteich.
Bei der Neuformierung der Landgerichte am 11. August 1803 wurde Sinzing (Obersunzing) aus dem Landgericht Landau an der Isar dem Landgericht Straubing zugeteilt. Aus dem 1808/1811 gebildeten Steuerdistrikt Sunzing ging 1818/1821 die Gemeinde Obersunzing hervor. 1871 wurde in Obersunzing der spätere Landtagsabgeordnete und bayerische Landwirtschaftsminister Johannes Wutzlhofer geboren.
Am 1. Januar 1972 wurde die Gemeinde Obersunzing, die zum Landkreis Straubing gehörte,  im Rahmen der Gebietsreform in Bayern in die Gemeinde Leiblfing integriert.

## Sehenswürdigkeiten
- Filialkirche St. Stephanus. Sie wurde 1722 bis 1723 erbaut, vermutlich unter Einbeziehung einer spätmittelalterlichen Kapelle.

## Vereine
- Fischereiverein Obersunzing
- Freiwillige Feuerwehr (FF) Obersunzing-Niedersunzing e. V.
- Obst- und Gartenbauverein Obersunzing
- Huababeagkameraden 2000 e. V.